# Девни Пери
Девни Пери (на английски: Devney Perry) е американска писателка на произведения в жанра любовен роман и еротична литература. Пише и под псевдонима Уила Наш (Willa Nash).

## Биография и творчество
Девни Пери е родена през 1982 г. в Монтана, САЩ. Запалена читателка от ранна възраст. В периода 2000 – 2004 г. следва аграрна икономика и мениджмънт в Държавния университет на Монтана в Боузман. След като работи в технологичната индустрия близо десетилетие, решава да остане у дома да гледа двамата си сина и да пише.
Първият ѝ роман „Фермерската къща на Купърсмит“ (The Coppersmith Farmhouse) от поредицата „Джеймисън Вали“ е издаден през 2017 г.
Девни Пери живее със семейството си в Спокан, Вашингтон.

## Произведения

### Поредица „Джеймисън Вали“ (Jamison Valley)
1. The Coppersmith Farmhouse (2017)
2. The Clover Chapel (2017)
3. The Lucky Heart (2017)
4. The Outpost (2017)
5. The Bitterroot Inn (2018)
6. The Candle Palace (2019)

### Поредица „Ларк Коув“ (Lark Cove)
1. Tattered (2018)
Неуверена, изд. „Уо“ София (2019), прев. Лили Илиева
2. Timid (2018)
Незабележима, изд. „Уо“ София (2019), прев. Лили Илиева
3. Tragic (2018) 
Наранени, изд.: „Егмонт България“, София (2019), прев. Лили Илиева
4. Tinsel (2019)
Неразбрана, изд. „Уо“ София (2019), прев. Лили Илиева

### Поредица „Майсен Джар“ (Maysen Jar)
1. The Birthday List (2018)
2. Letters to Molly (2019)

### Поредица „Тенекиени номади“ (Tin Gypsy)
1. Gypsy King (2019)
Кралят на номадите, изд. „Уо“ София (2021), прев. Милена Илиева
2. Riven Knight (2019)
Мрачен рицар, изд. „Уо“ София (2021), прев. Милена Илиева
3. Stone Princess (2020)
Каменна принцеса, изд. „Уо“ София (2021), прев.
4. Noble Prince (2020)
Благороден принц, изд. „Уо“ София (2021), прев.
5. Fallen Jester (2021)
Паднал шут, изд. „Уо“ София (2022), прев.
6. Tin Queen (2021)
Тенекиена кралица, изд. „Уо“ София (2022), прев.

### Поредица „Беглец“ (Runaway)
1. Runaway Road (2020)
2. Wild Highway (2020)
3. Quarter Miles (2020)
4. Forsaken Trail (2020)
5. Dotted Lines (2021)

### Участие в общи серии с други писатели

#### Серия „Тиха бележка“ (Hush Note)
2. Rifts and Refrains (2020)
от серията има още 2 романа от различни автори

### Като Уила Наш

#### Поредица „Беда в Монтана“ (Calamity Montana)
1. The Bribe (2020)
2. The Bluff (2020)
3. The Brazen (2021)
4. The Bully (2022)

#### Поредица „Братята Холидей“ (Holiday Brothers)
1. The Naughty, The Nice and The Nanny
Непослушната, красавеца и бавачката – Фен превод[1]
2. Three Bells, Two Bows and One Brother's Best Friend
3. A Partridge and a Pregnancy